# Acmocera insularis
Acmocera insularis là một loài bọ cánh cứng trong họ Cerambycidae.